# Raiffeisenbank Altdorf-Ergolding
Die Raiffeisenbank Altdorf-Ergolding eG war eine Genossenschaftsbank mit Sitz in Ergolding (Bayern).
Ihr Geschäftsgebiet erstreckte sich über die Stadt Landshut sowie die Gemeinden Altdorf, Bruckberg, Ergolding und Furth. Die Bank betrieb fünf Geschäftsstellen. Die Raiffeisenbank Altdorf-Ergolding eG war zum Stichtag 31. Dezember 2021 mit einer Bilanzsumme von 705 Mio. Euro die zweitgrößte Genossenschaftsbank in Stadt und Landkreis Landshut.
Die Raiffeisenbank Altdorf-Ergolding eG war Teil der FinanzGruppe Volksbanken Raiffeisenbanken. Sie vertrieb daher z. B. Bausparverträge der Bausparkasse Schwäbisch Hall, Investmentfonds von Union Investment und vermittelte Versicherungen der R+V Versicherung. Die Funktion der Zentralbank nahm die DZ Bank wahr.
Per 31. Dezember 2021 verzeichnete die Genossenschaftsbank 8.640 Mitglieder. Sie beschäftigte etwa 100 Mitarbeiter und hatte rund 24.500 Kunden.

## Geschichte
Unter der Initiative von Pfarrer Valentin Clemente trafen sich am 21. Dezember 1910 22 Personen im Gasthaus Huber in Altdorf, um den Darlehenskassenverein Altdorf bei Landshut zu gründen. Inspiriert durch die Ideen Friedrich Wilhelm Raiffeisens hatten sich die Gründer zum Ziel gesetzt, durch Annahme von Spareinlagen und Ausgabe zinsgünstiger Darlehen die Wirtschaftskraft des ländlichen Raumes zu stärken und die Menschen vom Einfluss fremden Geldes unabhängig zu machen.
Am 9. Januar 1911 erfolgte mit der Eintragung in das Genossenschaftsregister die rechtsfähige Gründung der heutigen Raiffeisenbank Altdorf-Ergolding eG. Zunächst diente der Altdorfer Pfarrhof als Geschäftslokal.
Die Genossenschaftsidee führte auch zu Gründungen in Attenhausen (1894), Priel-Margarethenried (1911), Gammelsdorf (1911), Oberglaim (1911), Furth-Schatzhofen (1912), Ergolding (1925) und Bruckberg (1925). Im Laufe der Zeit haben sich diese Genossenschaften zusammengeschlossen und bilden so die historische Grundlage der heutigen Raiffeisenbank Altdorf-Ergolding eG.
Im Jahr 1934 änderte sich der Name der Genossenschaft in Spar- und Darlehenskasse Altdorf bei Landshut. 1953 wurde die Firmierung der Spar- und Darlehenskasse in Raiffeisenkasse Altdorf bei Landshut eGmuH geändert.
Der allgemeine Wirtschaftsaufschwung und die  positive Geschäfts- und Umsatzentwicklung der Genossenschaft machten in den 1950er Jahren den Neubau eines eigenen Geschäfts- und Lagerhauses in der Dekan-Wagner-Straße in Altdorf sowie die Umstellung der nebenamtlichen Geschäftsführung auf eine hauptamtliche erforderlich.
1962 erfolgte zum dritten Mal eine Namensänderung, mit der auch eine Änderung der Rechtsform einherging. Die unbeschränkte Haftpflicht wurde aufgehoben und aus der eGmuH wurde eine eingetragene Genossenschaft mit beschränkter Haftung (eGmbH). 1963 fiel die Entscheidung, die Raiffeisenkasse Altdorf mit der Raiffeisenkasse Attenhausen zur Raiffeisenkasse Altdorf-Attenhausen eGmbH zu verschmelzen. 1971 erhielt die Bank den Namen Raiffeisenbank Altdorf bei Landshut eG.
Zu Beginn der 1990er-Jahre fusionierten die Raiffeisenbanken Gammelsdorf-Bruckberg eG und Furth bei Landshut eG mit der Raiffeisenbank Altdorf bei Landshut eG. 2001 schlossen sich die Raiffeisenbanken Altdorf bei Landshut eG und die Raiffeisenbank Ergolding eG zur Raiffeisenbank Altdorf-Ergolding eG mit elf Geschäftsstellen zusammen. Der Hauptsitz befand sich seitdem in Ergolding in der Lindenstraße.
Im Jahr 2022 fusionierte die Bank mit der Raiffeisenbank Pfeffenhausen-Rottenburg-Wildenberg eG und der Raiffeisenbank Essenbach eG zur Raiffeisenbank Landshuter Land eG.

## Geschäftsstellen
2021 betrieb die Raiffeisenbank Altdorf-Ergolding eG an folgenden Orten Geschäftsstellen bzw. SB-Geschäftsstellen:
- Altdorf, Dekan-Wagner-Str. 5
- Altdorf, Bernsteinstraße 50 (SB-Geschäftsstelle)
- Bruckberg, Bergstr. 4
- Ergolding, Lindenstr. 53
- Ergolding, Industriestraße 3 A
- Ergolding, Käufelkofen 8 B (SB-Geschäftsstelle)
- Ergolding, Alte Regensburger Straße 47 (Piflas)(SB-Geschäftsstelle)
- Furth, Landshuter Str. 16
- Gündlkofen, Hauptstr. 22 (SB-Geschäftsstelle)
- Gammelsdorf, Hauptstr. 11 A (SB-Geschäftsstelle)
- Landshut, Eichenstr. 26 (SB-Geschäftsstelle)

## Gesellschaftliches Engagement
Die Bank förderte kulturelle, sportliche und soziale Organisationen und Veranstaltungen sowie Schulen im Geschäftsgebiet. Im Jahr 2021 belief sich das Spendenvolumen auf insgesamt ca. 57.000 Euro.